# Wladimir Wochmjanin
Wladimir Wochmjanin (kasachisch Владимир Вохмянин; * 27. Januar 1962 in Temirtau, Kasachische SSR) ist ein ehemaliger kasachischer Sportschütze.

## Erfolge
Wladimir Wochmjanin, der bei Dinamo Almaty aktiv war, nahm an vier Olympischen Spielen mit der Schnellfeuerpistole teil. Bei den Olympischen Spielen 1988 in Seoul belegte er, für die Sowjetunion startend, mit 587 Punkten den geteilten 21. Platz. 1992 war er in Barcelona Teil des Vereinten Teams und zog mit 590 Punkten als Vierter der Vorrunde ins Halbfinale ein. In diesem schoss er das beste Resultat von 196 Punkten, woraufhin er auch das Finale erreichte. Mit weiteren 96 Punkten kam er auf 882 Gesamtpunkte, sodass er den Wettkampf hinter Ralf Schumann und Afanasijs Kuzmins auf dem dritten Rang abschloss und die Bronzemedaille gewann. Vier Jahre darauf belegte Wochmjanin, der nunmehr für Kasachstan antrat, in Atlanta mit 589 Punkten abermals den vierten Rang der Vorrunde. Da dieses Mal kein Halbfinale ausgetragen wurde, zog er direkt ins Finale ein, in dem er mit 102,5 Punkten das beste Finalergebnis erzielte. Er schob sich dadurch noch auf den dritten Platz vor, hinter Ralf Schumann und Emil Milew gewann er eine weitere Bronzemedaille. Die Spiele 2000 in Sydney beendete er vorzeitig auf dem 12. Platz, mit 580 Punkten verpasste er die Finalqualifikation um vier Punkte.
Wladimir Wochmjanin wurde 1982 in Caracas und 1986 in Suhl in der Mannschaftskonkurrenz mit der Schnellfeuerpistole Weltmeister. Auf kontinentaler Ebene wurde er mit der Schnellfeuerpistole im Einzel 1995 in Jakarta Asienmeister, darüber hinaus belegte er mit der Großkaliberpistole den zweiten Platz. Bei Asienspielen gewann er 1994 in Hiroshima mit der Schnellfeuerpistole im Einzel die Goldmedaille, während er in der Mannschaftskonkurrenz die Silbermedaille gewann. Auch mit der Standardpistole sicherte er sich im Mannschaftswettbewerb Silber. 1998 in Bangkok folgten weitere Medaillen im Einzel mit Bronze im Großkaliberpistolen-Wettbewerb sowie Silber mit der Schnellfeuerpistole. Mit letzterer sicherte er sich im Mannschaftswettbewerb die Bronzemedaille und gewann außerdem mit der Mannschaft in der Disziplin Standardpistole Silber. Seine achte und letzte Medaille bei Asienspielen erhielt Wochmjanin 2006 in Doha, als er mit der Schnellfeuerpistolen-Mannschaft nochmals Dritter wurde und damit die Bronzemedaille gewann.
Er ist verheiratet und hat zwei Kinder.